# Мужская проституция
Мужская проституция — оказание мужчинами сексуальных услуг мужчинам и/или женщинам за материальное вознаграждение. Мужская проституция всегда была, в первую очередь, ориентирована на мужчин, а не на женщин. Она распространена меньше женской, хотя и имеет приблизительно одинаковый срок давности. Мужская проституция также изучена в меньшей мере, чем женская. Во многом это объясняется табуированием темы гомосексуальности в обществе.

## История мужской проституции
Корни мужской проституции уходят в глубокую древность. Так же, как и женская, мужская проституция была обычным явлением в Китайской империи, Древней Греции и Древнем Риме, где она даже регулировалась государством. Позднее мужская проституция возникла и во многих других странах, принимая как легальные, так и нелегальные формы.

### Античный мир
В Древней Греции гомосексуальная проституция получила широкое распространение и регулировалась специальными законодательными актами. Согласно законам Солона, гомосексуал-жиголо не имел права занимать государственные должности, а также быть адвокатом и архонтом. Развитие гомосексуальной проституции отмечали Ксенофонт и Аристофан. В Афинах даже существовали мужские публичные дома. Однако свободнорожденный афинянин не мог заниматься проституцией и в случае уличения в сексуальной связи с другим мужчиной за деньги или другие материальные блага лишался своих гражданских прав, не мог занимать выборную должность, выполнять жреческие функции и даже выступать в народном собрании или перед советом старейшин. На военнопленных, метэков и иностранцев эти запреты не распространялись.
В Древнем Риме основной контингент мужчин-проститутов составляли «мальчики для наслаждений» в среднем от 12 до 18 лет, ряды которых составляли военнопленные и рабы, занимающие низшую касту проститутов. Традиционными представителями мужской проституции были также кинеды, которые были немного постарше; они исполняли танцы возле винных лавок и там же заключали сделки с клиентами. Кинеды считались средней кастой проститутов, на вершине иерархии находились музыкально образованные проституты и актёры. Мальчики от 12 до 18 лет употреблялись в основном для пассивного сношения, между тем как более взрослые проституты служили для взаимного удовлетворения. В Риме существовали и мужские публичные дома.
Клиентами мужчин-проститутов были люди из самых разных сословий, от рабов до римских императоров. Благодаря высоким гонорарам от богатых клиентов некоторые рабы-проституты даже могли выкупить себе свободу. Во время империи развился обычай заводить мужчин-метресс, которые часто приобретали значительные богатства от своих знатных любовников.

### Древний Восток
Мужская проституция была распространена и на Востоке. Японские жрецы имели запрет на секс с женщинами, однако им разрешалось пользоваться услугами мужчин-проституток. Мужская гомосексуальная проституция в Древнем Китае и Японии тесным образом была связана с театром, где женские роли исполняли только юноши. Эти актёры, обученные женским манерам, составляли основное ядро мужской проституции в этих государствах. Японские кагэмы, проходившие обучение в театре кабуки, обслуживали как мужчин, так и женщин. Актёры кабуки, в котором все роли исполняли только мужчины, нередко занимались проституцией.
Для профессиональной мужской проституции, не принадлежащей к театру, в Китае существовали специальные школы, в которых обучались похищенные или купленные мальчики.
В странах Ближнего Востока проституцией занимались мальчики-танцоры, одетые в женские платья и танцующие в кофейнях или на городских площадях, где они также откровенно предлагали и свои услуги прохожим. Примерами добровольной или принуждённой проституции на Востоке могут служить кучеки, бача-бази.
Сексуальные услуги часто оказывались в общественных банях банщиками и массажистами. Подобные явления описываются не только в античных Греции и Риме, но также и в Индии, Японии и мусульманских странах Востока. Проституированные мужчины в банях служили не только мужчинам, но и женщинам, однако в восточных странах мужская гомосексуальная проституция получает большее распространение, чем гетеросексуальная, что объясняется разделением полов в банях и строгим запретом на доступ мужчинам в женские бани.
Мужская гомосексуальная проституция имела также широкое распространение в доколумбовой Америке, в Африке и Древней Индии.

### Христианская эпоха
Банная проституция была принесена в Европу с Востока во время крестовых походов. Наиболее широкий размах это явление приобрело в Европе XVIII века. В русской литературе подобный бордель описан М. Кузминым в повести «Крылья» (1906). Сообщения в прессе о посещении наследником британского престола фешенебельного борделя в центре Лондона (1889) чуть не привели к его отстранению от наследования.

## Мужская проституция сегодня
Мужская проституция всегда была больше ориентирована на клиентуру мужского пола, а не женского. Это объясняется двумя основными причинами:
- Бисексуальные и гомосексуальные мужчины представляют собой довольно крупное по численности меньшинство. Некоторые представители этих меньшинств охотно покупают сексуальные услуги, предлагаемые другими мужчинами[4].

Основные клиенты мужской проституции — женатые мужчины среднего возраста (от 35 до 55 лет и старше), как правило, с солидным социальным положением. Большей частью это мужчины, неудовлетворённые своим сексом в разнополом браке, но часто это также и бисексуальные люди, ищущие острых ощущений вне брака, на стороне. Мужчины-проститутки, обслуживающие женщин, — довольно редкое явление.
Проституцию, при которой мужчины оказывают сексуальные услуги мужчинам, не совсем корректно называть гомосексуальной, так как далеко не все такие проститутки и их клиенты являются гомосексуалами, хотя они и демонстрируют гомосексуальное поведение.
Проституток-мужчин, оказывающих услуги женщинам, часто называют жиголо, а проституток, обслуживающих мужчин, — хастлерами.
Среди мотивов, толкающих парней на занятие проституцией, Уэйсберг выделяет следующие три группы мотивов (множественные ответы): 87 % — нужда в деньгах; 27 % — тяга к сексу и 19 % — развлечение и жажда приключений.
В отличие от женщин-проституток, работающих в основном в борделях или на улице, мужчины-проститутки заводят контакты с клиентами в основном в барах, кафе, туалетах, парках или с помощью сайтов знакомств. Торговля людьми, сутенёрство и мужские бордели довольно редки в сфере мужской проституции. Большинство мужчин работает в одиночку и самостоятельно. Особенно привлекательные для клиентов мужчины обычно работают в специальных агентствах эскорт-услуг. В последние годы большое значение приобретают «электронные» формы мужской проституции: секс по телефону, эротические видеочаты и интерактивные видеокамеры.

## Гомосексуальная мужская проституция

### Сексуальная ориентация проститутов и их клиентов
Согласно проведённым в США и Канаде исследованиям, лишь около половины проститутов, предлагающих сексуальные услуги мужчинам, гомосексуальны, треть — бисексуальна, и около 20 % являются гетеросексуалами. Сегодня число гетеросексуалов в сфере проституции для мужчин увеличивается.
Больша́я часть проститутов, не являясь гомосексуалами, вынуждены оказывать сексуальные услуги мужчинам, не видя иного способа заработка и испытывая при этом отвращение к однополому сексу. Многие из них даже имеют семьи и детей и скрывают от них происхождение своего заработка. Увеличение числа гетеросексуалов в секс-бизнесе связано, в частности, с ростом спроса у клиентов-мужчин на маскулинных проститутов.
Мужская гомосексуальная проституция, по мнению многих исследователей, в корне отличается от гетеросексуальной проституции также и характером отношений с клиентом. При гетеросексуальной (особенно женской) проституции клиент является тем, кто управляет всем процессом. В этом случае человек, оказывающий сексуальные услуги, исполняет пожелания клиента, который часто проявляет агрессивность и требует выполнения своих фетишистских фантазий. В мужской гомосексуальной проституции всё с точностью до наоборот: проститут в большинстве случаев сам решает, как далеко он разрешает зайти клиенту. Многие проституты предлагают лишь мастурбацию или позволяют клиенту осуществить фелляцию. Особенно это касается случаев, при котором проституирующий мужчина является гетеросексуалом или бисексуалом. В этом случае спектр его услуг заранее чётко установлен и ограничен, а сексуальная агрессивность часто проявляется, наоборот, по отношению к клиенту. Такие же практики, как пассивный анальный секс, остаются табу, особенно у уличных проститутов, как правило, выросших в низших социальных слоях и часто придерживающихся мнения, что, пока они не выполняют «женскую» роль в сексе (пассивный анальный секс и активная фелляция), они остаются гетеросексуалами и не теряют своей мужественности. Другие же чётко проводят границу между работой (где они выполняют все пожелания клиента) и своей истинной сексуальностью.
Основной причиной, по которой мужчины обращаются к проститутам, является наличие у них сексуальных потребностей и желаний, которые по тем или иным причинам не могут быть удовлетворены другими способами. Особые фетишистские фантазии могут быть воплощены у некоторых «мальчиков по вызову», которые за более крупную плату, чем обычные уличные проституты, как правило, выполняют все пожелания клиента.
В современной Западной Европе значительный процент мужчин-проститутов, предоставляющих сексуальные услуги для мужчин, составляют выходцы из Восточной Европы. Так, большинство проститутов в Берлине являются выходцами из Румынии. Многие из них отправляются на заработки, чтобы обеспечить свои семьи и детей, однако, не найдя работы, оказываются вовлечёнными в проституцию. В ходе миграционного кризиса 2015 года большое число уличных проститутов составляют беженцы.

### Возраст мужчин-проститутов и их клиентов
Основные поставщики сексуальных услуг на рынке мужской гомосексуальной проституции — молодые парни и юноши, а основные потребители — взрослые и пожилые мужчины. Кроме того, типичными клиентами являются эфебофилы (мужчины, предпочитающие парней подросткового и юношеского возраста), а также молодые геи, которым бывает сложно найти партнёра в силу своей физической непривлекательности для многих.
Основная масса клиентов — мужчины старшего, в том числе и пожилого возраста. Большей частью это мужчины, неудовлетворённые своим сексом в гетеросексуальном браке, но часто это также и бисексуальные люди, ищущие острых ощущений вне брака, на стороне. Мужчины, называющие себя гетеросексуалами, многие из которых состоят в браке и имеют детей, составляют, по некоторым данным, до 60 % клиентов мужской проституции.
Для мужчины-проститута важнейшее значение имеют молодость и физическая привлекательность, поэтому «карьера» мужчины в сфере секс-услуг обычно намного короче, чем у женщин. В большинстве случаев мужчины занимаются проституцией только короткий промежуток времени и только при определённых обстоятельствах. Поэтому им легче навсегда покончить с занятиями проституцией, чем женщинам. Часто предоставлением секс-услуг занимаются молодые люди, которые таким образом. зарабатывают деньги на «карманные расходы» или оплачивают свою учёбу. В других случаях к проституции прибегают бездомные подростки, убежавшие от родителей, или безработные и бездомные молодые мужчины. Однако и они остаются привязаны к миру платного секса только в течение нескольких лет, пока на них не исчезнет спрос. Основной возраст мужчины-проститута — от 18 до 25 лет (часто можно встретить проститутов 14-16 лет). После 30 лет в сфере секс-услуг остаются лишь единицы.

### Риски
Мужчины-проституты составляют наиболее уязвимую группу по части передачи ВИЧ. Так, исследование в Испании 2000—2009 годов, в рамках которого рассматривались данные 236 939 тестов на ВИЧ, проведённых для 165 745 физических лиц, показало, что при общей распространённости ВИЧ среди лиц, прошедших тестирование, равной 2,5 %, наибольший показатель инфицирования ВИЧ (19 %) наблюдался именно в подгруппе мужчин-проститутов, имеющих секс с мужчинами.
Нередки случаи, когда на прибывшего в назначенное место «мальчика по вызову» нападает толпа, избивает и грабит его, а иногда подвергает и сексуальному насилию. В русском гей-сленге такие налёты называются «субботниками».

## Типология мужчин-проститутов
Мужчин, предлагающих сексуальные услуги для мужчин, можно условно разделить на четыре группы:
- Mужчины, ищущие клиентов на улицах или в гей-барах.
- Сотрудники специализированных заведений.
- «Мальчики по вызову» и эскорт.
- «Мальчики на содержании».

Отдельной «экзотической» группой проститутов являются мужчины-трансвеститы, переодевающиеся, чтобы играть роль женщин и усваивающие стереотипно "женские" манеры.
Мужчины, предоставляющие сексуальные услуги для женщин, обычно подразделяются на две основные категории:
- Жиголо — временные любовники.
- «Мальчики по вызову» и эскорт.

Мужчины, продающие свои сексуальные услуги женщинам, не подвергаются социальной стигматизации в той же самой степени, что и мужчины, занимающиеся гомосексуальной проституцией. Для многих из них проституция является лишь временным занятием. Они редко чувствуют себя униженными и использованными, и им также легче удаётся положить конец своей проститутской карьере.

### Уличные мальчики
Наиболее традиционной и самой распространённой формой мужской гомосексуальной проституции является уличная проституция — предложение своих сексуальных услуг на тротуарах, в общественных парках, около вокзалов и общественных туалетов. Такие проституты часто называются хастлерами (от англ. hustler).
Большинство уличных проститутов вырастает в неблагополучных семьях и в окружении людей, злоупотребляющих наркотиками и ведущих беспорядочную половую жизнь. Часто они убегают из дома в подростковом возрасте, не имеют профессионального или даже законченного школьного образования, живут на улице либо довольствуются временными ночлежками у знакомых, клиентов. Обычно такие проституты не особо заботятся о средствах предохранения или не имеют достаточных знаний о путях распространения инфекций, передающихся половым путём. Иногда молодые парни из неблагополучных семей, а также ребята из провинции, не имеющие достаточного образования, легко становятся жертвой сутенёров, которые подсаживают их на наркотики. Клиентами уличных проститутов часто становятся наркоманы и различные маргинализированные личности.
Немного выше в иерархии находятся хастлеры, работающие в гей-барах. Некоторые из них могут даже регулярно работать в одном и том же баре, деля часть своего дохода с хозяином заведения. Иногда хастлеры в ходе своей «карьеры» меняют направление своих услуг, становясь «мальчиками по вызову», которые стоят в иерархии мужской проституции на порядок выше.

### Мальчики по вызову и эскорт
На следующей ступени иерархии находятся так называемые «колл-бои» (англ. call-boy) или «мальчики по вызову», рекламирующие свои услуги в газетах и журналах для геев, через специализированные интернет-сайты или находят себе клиентов по рекомендациям. Так же, как и «девочки по вызову», они работают либо самостоятельно, либо на соответствующие агентства. Часто у «колл-боев» есть свои постоянные клиенты. Как правило, «мальчики по вызову» имеют законченное профессиональное образование, и доходы от проституции для них не являются единственным заработком.
Особо привлекательные мужчины устраиваются на работу в эскорт-агентства. Как и женщины в этом бизнесе, мужчины платят агентству либо фиксированную сумму, либо определённый процент от своего заработка. В общем работа «мальчиков по вызову», предоставляющих услуги для мужчин или женщин, мало чем отличается от «девочек по вызову», работающих с мужчинами.
В отличие от клиентов-мужчин, клиенток женского пола, обращающихся к услугам «колл-боев», обычно интересует не только красивая внешность мужчины, но от него также ожидается наличие хороших манер, способность проявить чуткость к настроению и желаниям женщины, а также умение поддержать разговор на любую тему.

### Сотрудники специализированных заведений
Отдельно можно выделить мужчин, работающих стриптизёрами и танцорами в стриптиз-клубах и секс-кинотеатрах, где полуголые или полностью оголённые танцоры-мужчины развлекают мужских посетителей заведения. За дополнительную плату некоторые танцоры доступны и для «интимных услуг» в отдельных комнатах. Кроме того, секс-услуги могут предоставляться в гей-саунах.
Мужские бордели (как для женщин, так и для мужчин) не получили широкого распространения, хотя и имеют место в некоторых странах.

### Мальчики на содержании
Некоторые молодые мужчины становятся «мальчиками на содержании», становясь постоянными спутниками зажиточных старших мужчин и предлагая им свои сексуальные услуги в обмен на жильё, питание, карманные деньги или даже зарплату. Подобные связи могут длиться от нескольких недель и месяцев до многих лет. В последнем случае связь между двумя мужчинами может меняться со временем настолько, что в итоге она больше не ассоциируется с проституцией.

### Женский секс-туризм
Некоторые состоятельные женщины средних лет (в основном жительницы Северной Америки, Европы и Японии) предпочитают заводить себе молодых любовников-жиголо. В поисках сексуальных приключений они обычно выезжают на курорты Южной Европы, Африки или на Карибские острова. Такой «секс-туризм» значительно процветает в странах, в которых большинство представителей мужского пола либо безработные, либо выполняют низкооплачиваемую работу.
Обычно такие искательницы курортных приключений путешествуют в одиночку и ищут своего жиголо среди местных работников отеля, официантов, барменов, садовников, таксистов, гидов, охранников, обслуживающего персонала на пляже. Оплата за услуги часто производится в форме приглашения на ужин, покупки одежды, подарков или же просто наличными. Иногда мужчина даже не требует никакой компенсации в обмен. Мужчины, идущие на подобные приключения, редко чувствуют себя униженными или использованными. Даже принимая подарки и деньги за свои сексуальные услуги, они не считают свои действия проституцией.
Жиголо часто становятся социальным компаньоном женщины, а не только её сексуальным партнёром. Часто они притворяются, что испытывают романтическое влечение к своей «клиентке». При таком виде проституции обмен денег на сексуальные услуги происходит не так явно, как в большинстве взаимодействий между продавцами секс-услуг и их клиентами. Женщинам, предпочитающим подобные «курортные романы», следует быть весьма осторожными и не забывать о растущем уровне заражённости ВИЧ среди мужского населения развивающихся стран, особенно на Карибских островах и в Африке.

### Криминальная проституция
В особую группу следует выделить проститутов, которые работают в маленьких группах и занимаются нападением на своих клиентов-мужчин и их грабежом. Чаще всего таким преступникам от 14 до 17 лет. Обычно один из них находит клиента, который соглашается заплатить за фелляцию. Затем они группой нападают на клиента в условленном месте встречи и грабят его. Под демонстративной гомофобией часто у таких преступников могут скрываться сильные гомосексуальные чувства. Ограбить клиента может и проститут-одиночка, подсыпав ему что-нибудь в напиток или еду. Подобные нападения в русском гей-сленге получили название «ремонт».

### Армейская проституция
Особое место занимает мужская проституция в армии, где солдаты (как добровольно, так и по принуждению) оказывают сексуальные услуги мужчинам и женщинам. По данным Международной комиссии ООН по борьбе с сексуальной эксплуатацией людей, Россия на 2005 год — один из лидеров по вовлечению солдат в проституцию и порнобизнес.

## Мужская проституция в кино
Теме мужской проституции посвящён ряд фильмов. Гомосексуальные проституты часто становятся героями фильмов представителей New Queer Cinema, например, Грегга Араки («Оголённый провод», «Загадочная кожа»), Гаса Ван Сента («Мой личный штат Айдахо»), Брюса Ля Брюса («Супер 8 1/2», «Белый хастлер»), Розы фон Праунхайма («Мальчики с вокзала Цоо»).